# Pianosonate nr. 17 (Beethoven)
Pianosonate nr. 17 in d mineur, op. 31 nr. 2, is een pianosonate van Ludwig van Beethoven. Hij schreef het stuk, dat circa 21 minuten duurt, gedurende 1801 en 1802.

## Onderdelen
De sonate bestaat uit 3 delen:
- I Largo-allegro
- II Adagio
- III Allegretto

### Largo-allegro
Dit is het eerste deel van de sonate. Het stuk heeft een sonatevorm en begint met rustige delen, afgewisseld door delen met opschudding. Uiteindelijk draait dit uit op een "storm" waarbij er geen vredige delen meer zijn. Het stuk staat in d mineur, heeft een 4/4 maat en duurt circa 6 minuten.

### Adagio
Dit is het tweede deel van de sonate. Het lijkt in sommige delen op het eerste deel, zo begint ook dit stuk met een arpeggio akkoord en lijken verschillende figuren uit dit deel op delen uit het eerste deel. Het stuk heeft een sonatevorm, een 3/4 maat en staat in Bes majeur. Het duurt circa 7 minuten.

### Allegretto
Dit is het derde en laatste deel van de sonate. Het heeft een 3/8 maat en staat in D mineur. Het stuk heeft net als de rest een sonatevorm en duurt circa 7 minuten.